# Rândunică cu sprâncene albe
Rândunica cu sprâncene albe sau rândunica cu târtiță albă (Tachycineta leucorrhoa) este o specie de pasăre din familia Hirundinidae. Trăiește în America de Sud.

## Taxonomie și etimologie
Rândunica cu sprâncene albe a fost descrisă oficial ca Hirundo leucorrhoa de către ornitologul francez Louis Vieillot în 1817 în lucrarea sa Nouveau Dictionnaire d'Histoire Naturelle. Ulterior, a fost mutată în genul actual, Tachycineta, care a fost creat în 1850 de Jean Cabanis.  Numele binomial provine din greaca veche, Tachycineta vine din takhukinetos, „a se mișca repede”, iar 'leucorrhoa este de la leukos, „alb”, și orrhos, „târtiță”.
Specia a fost considerată anterior o subspecie a rândunicii chiliane, cel mai probabil datorită asemănării morfologice și a cântecului. Ocazional este plasată în genul Iridoprocne cu rândunica de scorbură, rândunica de mangrove, rândunica cu aripi albe și rândunica chiliană. Un studiu al ADN-ului mitocondrial al Tachycineta susține divizarea , deși studiile arată că rândunica cu sprâncene albe formează o superspecie, leucorrhoa, cu rândunica chiliană. Această specie este monotipică, fără subspecii cunoscute.
Această rândunica este numită după târtița sa albă, dar uneori este numită și rândunica cu sprâncene albe, datorită dungii supralorale albe.

## Descriere

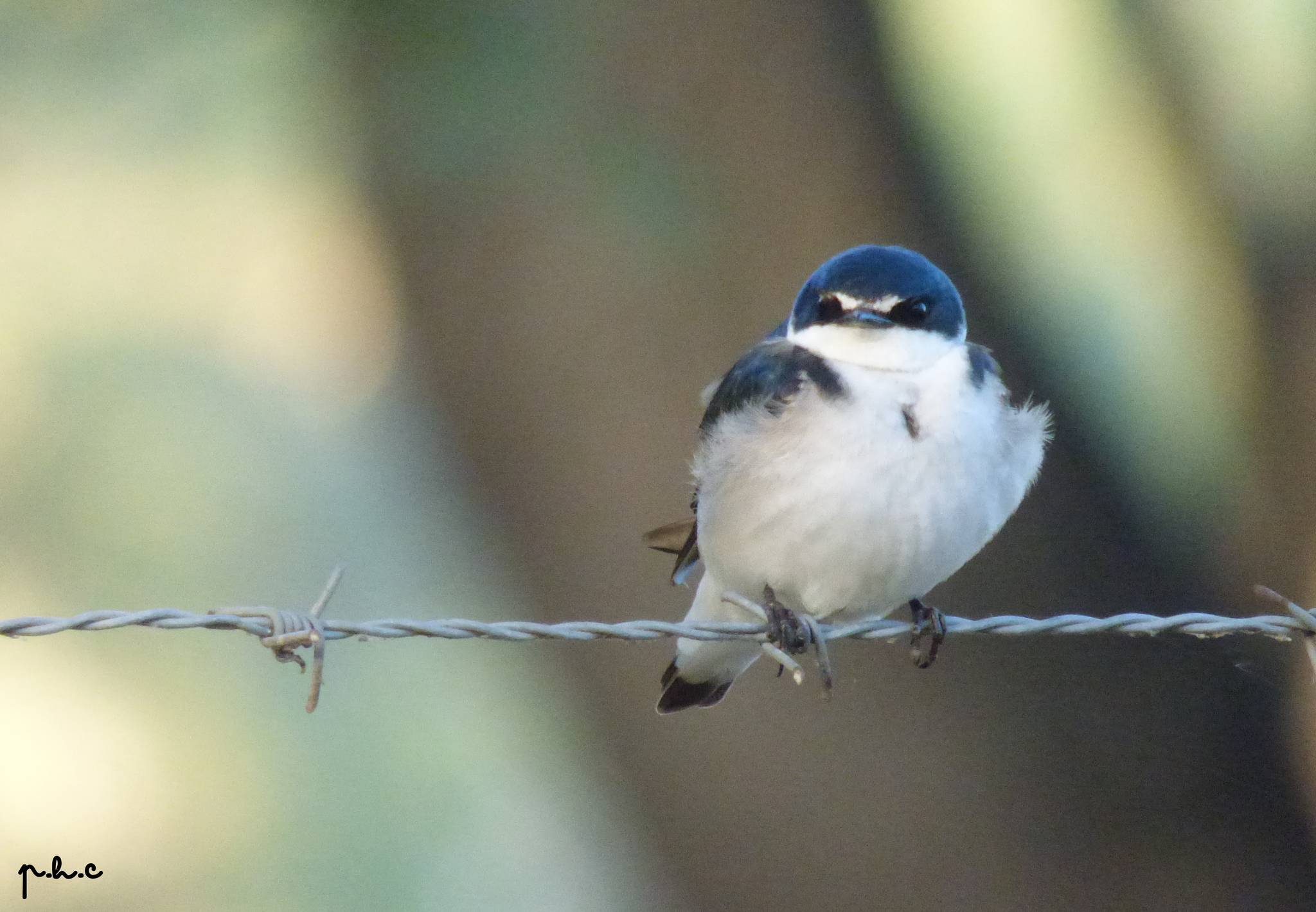
Rândunica cu sprâncene albe

Rândunica cu sprâncene albe măsoară 13 centimetri în lungime și cântărește 17-21 de grame. Are o anvergură medie a aripilor de 11,5 centimetri. Are o dungă supralorală albă, o dungă albă deasupra ochiului și lorul și urechile negre cu un luciu albastru-verde. Are aripi negre, cu vârfuri albe pe secundarele sale interioare, terțiale și acoperitoarele aripilor mai mari. Vârfurile albe se erodează odată cu vârsta.  Coada este neagră și puțin bifurcată. Târtița este albă. Restul părților superioare, pe lângă creștet, ceafă și frunte, sunt de un albastru lucios.  Aceste caracteristici, atunci când această pasăre nu se reproduce, sunt mai albastru-verzui. Părțile inferioare sunt albe. Ciocul și picioarele sunt negre, iar irișii sunt maro. Sexele sunt asemănătoare, iar puiul se poate distinge prin pieptul întunecat și prin faptul că are culori mai șterse și este mai maroniu.
Această rândunica este similară cu rândunica chiliană, dar poate fi diferențiată prin lipsa unei dungi albe supralorale la rândunica din Chile. În plus, rândunica cu sprâncene albe este mai mare decât rândunica chiliană.
Cântecul rândunecii cu sprâncene albe este adesea descris ca un gâlgâit ușor. De obicei, cântă în timp ce zboară în zori. Strigătul este descris ca un zzt rapid și fără ton. Nota de alarmă pe care o folosește este scurtă și aspră.

## Galerie

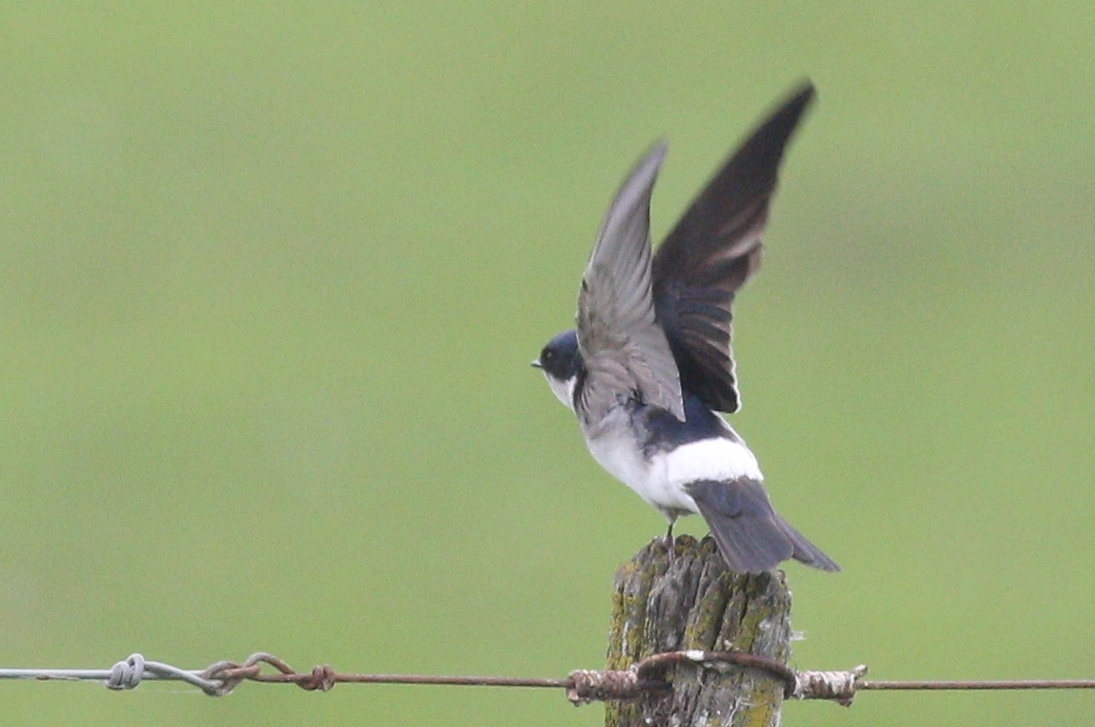
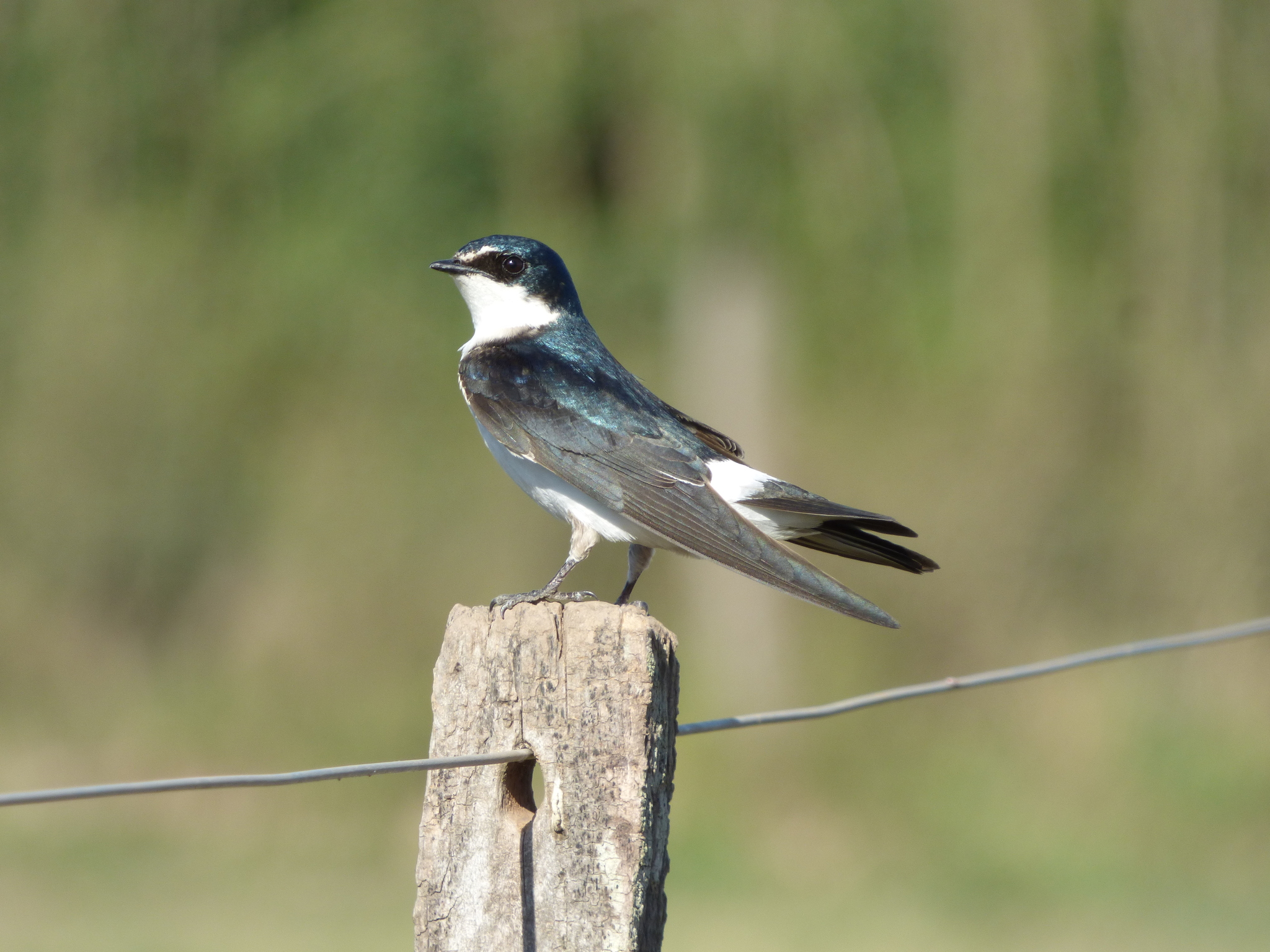
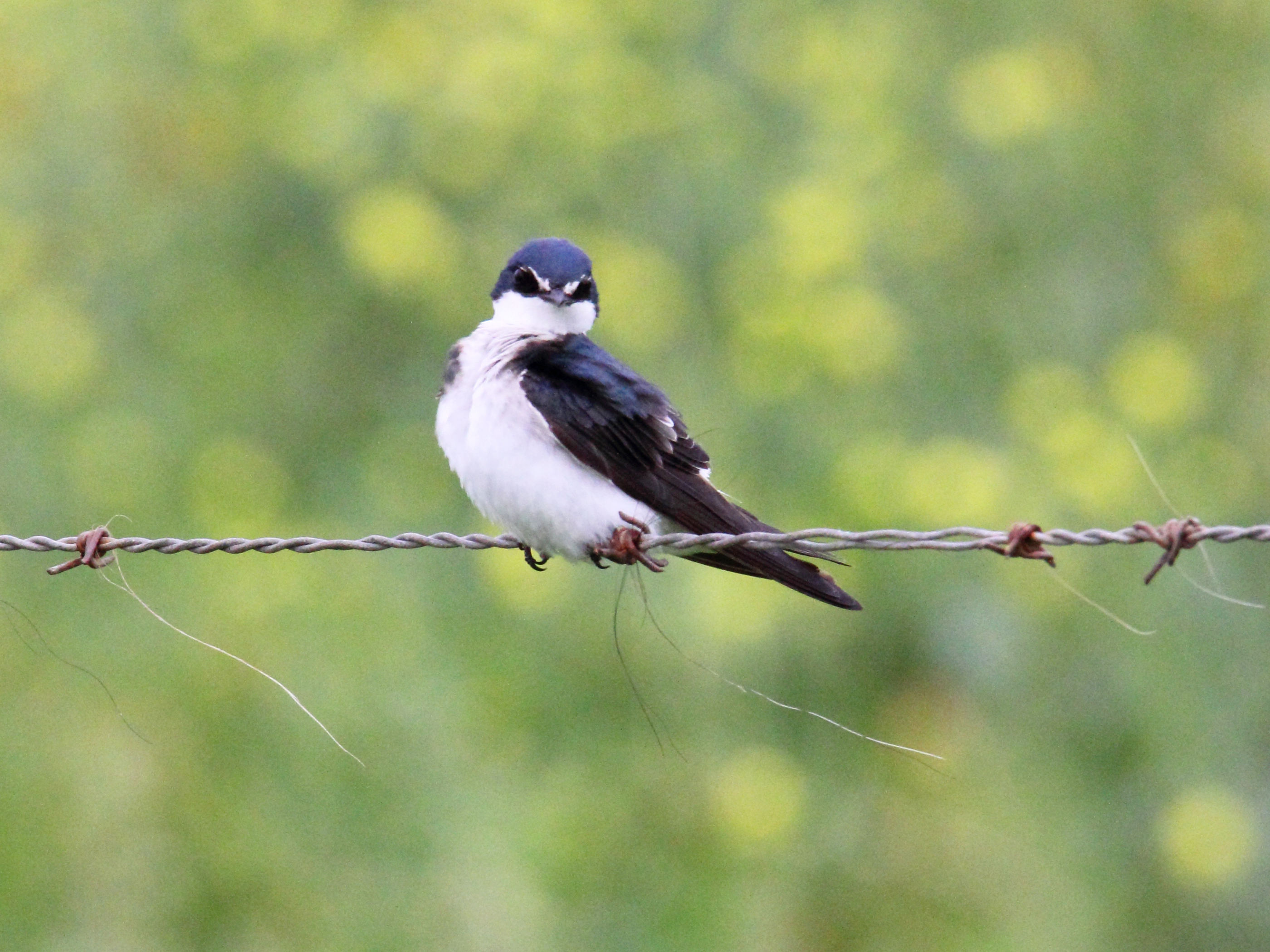